# Zeliónaya Roshcha (Yeisk, Krasnodar)
Zeliónaya Roshcha (del ruso: Зелёная Роща) es un jútor del raión de Yeisk del krai de Krasnodar, en Rusia. Está situado en las tierras bajas de Kubán-Azov, en la costa norte de la península de Yeisk, a orillas del limán Yeiski del mar de Azov, 14 km al sureste de Yeisk y 182 km al noroeste de Krasnodar, la capital del krai. Tenía 390 habitantes en 2010.
Pertenece al municipio Aleksándrovskoye.

## Transporte
Estación en el ferrocarril Yeisk-Starominskaya.